# Arhopalus brunneus
Arhopalus brunneus es una especie de escarabajo longicornio del género Arhopalus, tribu Asemini, subfamilia Spondylidinae. Fue descrita científicamente por Gardner en 1942.

## Descripción
Mide 12-17 milímetros de longitud.

## Distribución
Se distribuye por India.